# Лапшов, Валентин Васильевич
Валентин Васильевич Лапшов — российский инженер и учёный, конструктор. Заслуженный изобретатель РСФСР, лауреат Государственной премии СССР.

## Биография
Родился 28 мая 1936 г. в г. Лепель Витебской области.
Окончил Одесский государственный университет, физический факультет (1959), кафедра теплофизики.
С 1959 по 1996 год работал в НПО «Красная Звезда» (Москва): инженер, начальник бригады, ведущий конструктор, зам. гл. конструктора, учёный секретарь.
Живёт в Москве.
Семья: жена, двое сыновей.

## Научная деятельность
Специалист в области космической ядерной энергетики.
Кандидат технических наук. Получил 41 авторское свидетельство на изобретения.

## Награды и звания
- Государственная премия СССР — за участие в создании ядерных энергетических установок.
- Заслуженный изобретатель РСФСР.